# Здание Пермэнерго

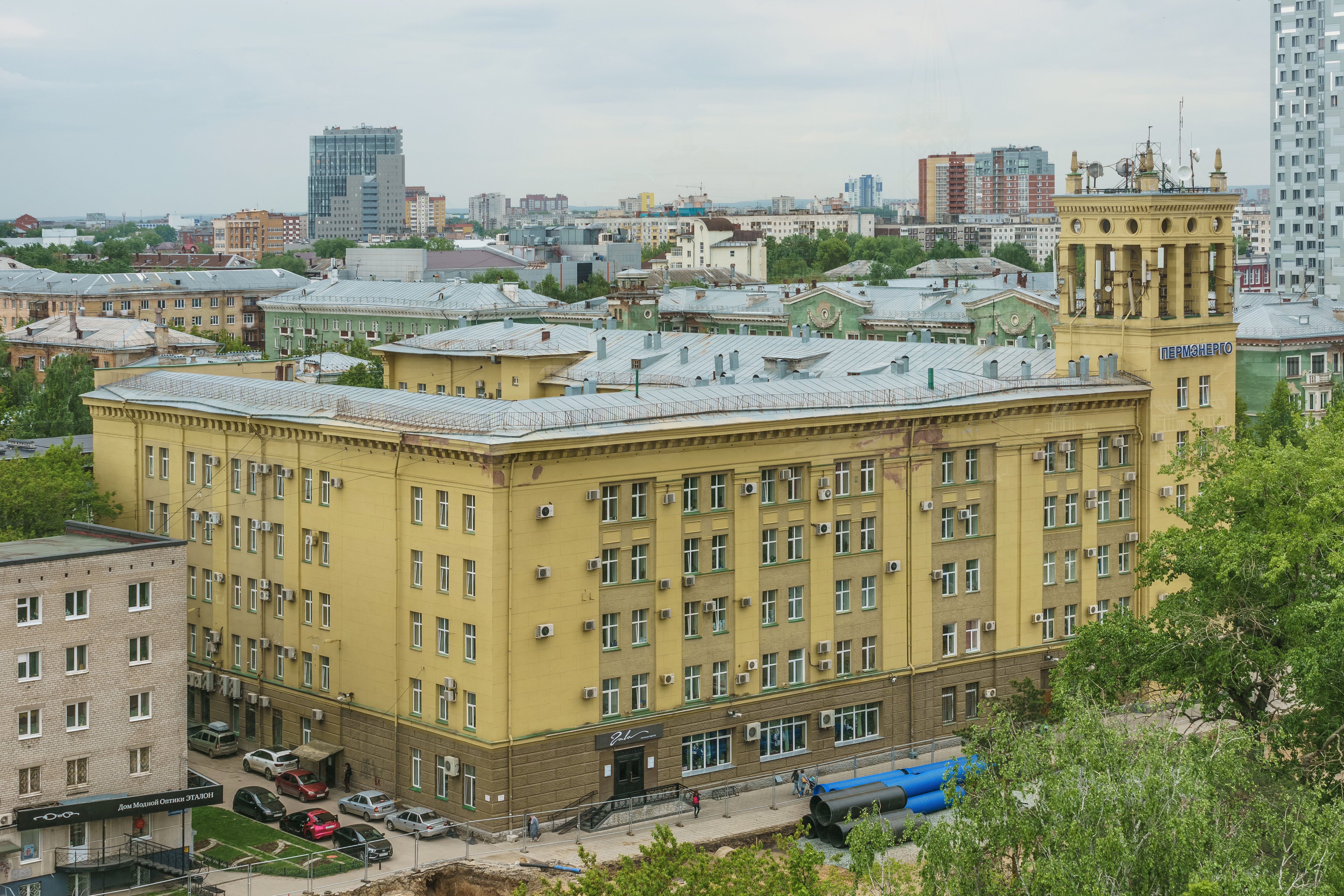
Здание Пермэнерго

Здание Пермэнерго — достопримечательность Перми. Находится на Комсомольском проспекте в Свердловском районе города.

## История
В 1942 г. в Перми, называвшейся тогда Молотов, было организовано энергетическое управление «Молотовэнерго», выделенное из «Уралэнерго» (наряду со «Свердловэнерго» и «Челябэнерго»). В апреле 1953 г. на Комсомольском проспекте началось возведение многоэтажного административного здания для «Пермэнерго» по проекту Молотовгорпроекта (архитекторы Давид Яковлевич Рудник и Олег Георгиевич Кедреновский). Основное здание было построено в 1955 г., а в 1969, 1977 и 1992 г. к зданию сделаны пристройки.
Здание Пермэнерго представляет собой большое пятиэтажное здание с подвалом и башней на северном углу. Главный фасад оформлен порталом. Крылья здания развёрнуты по Комсомольскому проспекту и перпендикулярной ему улице Революции. У здания выделяются большие пилястры и карниз на кронштейнах. Общая высота здания составляет 22 м.
20 мая 1993 г. по решению Малого Совета Пермского облсовета № 683 здание «Пермэнерго» было принято на государственную охрану как памятник архитектуры и градостроительства. Оно также является объектом культурного наследия регионального значения.